# Rutenkaminhaus
La Rutenkaminhaus (in italiano: "Casa del camino di bacchette") è un edificio storico a Herisau, presso la località di Schwänberg. È classificato dal governo svizzero come bene culturale di importanza nazionale.

## Descrizione
La casa è l'edificio in legno più antico di Herisau e uno dei più antichi dell'Appenzello. La parte più antica della casa è una torre residenziale in pietra risalente alla fine del XIII secolo. Nel 1491 venne aggiunta la casa con tetto a gronda (Heidenhaus), e nel 1590 venne trasformata in casa con tetto a capanna. Con l'ultimo ampliamento nel 1674 si giunse alla forma corrente di casa con tetto a capanna inclinato. A quel periodo risale anche il camino, che dà il nome alla casa e che anticamente era intrecciato con bacchette di nocciolo e di salice e ricoperto da un impasto di argilla, arista d'orzo, sabbia di quarzo e peli di vitello. Al 2019 la casa è di proprietà dalla famiglia Keller, che vi risiede.